# Quartetto Beethoven
Il Quartetto Beethoven (in russo Струнный квартет имени Бетховена?, Strunnyj kvartet imeni Betchovena era un quartetto d'archi fondato tra il 1922 e il 1923 da diplomati del Conservatorio di Mosca: i violinisti Dmitrij Cyganov e Vasilij Širinskij, il violista Vadim Borisovskij e il violoncellista Sergej Širinskij (fratellastro di Vasilij).

## Storia
Nel 1931 cambiarono il loro nome da Quartetto del Conservatorio di Mosca a Quartetto Beethoven. Nel corso dei suoi cinquant'anni di storia, il Quartetto ha eseguito più di seicento opere e registrato oltre duecento opere classiche russe e internazionali.
Dal 1938 collaborò a stretto contatto con il compositore Dmitrij Šostakovič e presentò in anteprima tredici dei suoi quindici quartetti per archi, dal numero 2 al 14. Dedicò il suo terzo e quinto quartetto per archi al Quartetto Beethoven, mentre i quartetti successivi furono dedicati individualmente ai membri: il quartetto n. 11 alla memoria di Vasilij Širinskij, il n. 12 a Cyganov, il n. 13 a Borisovskij e il n. 14 a Sergej Širinskij.
Oltre ai quartetti d'archi, il Quartetto Beethoven presentò in anteprima anche il quintetto per pianoforte con il compositore al pianoforte e allo stesso modo il trio per pianoforte n. 2 con due dei musicisti del Quartetto.
Fëdor Družinin subentrò a Borisovskij nel 1964, dando una prova generale del nono quartetto con il resto del gruppo. Sergej Širinskij morì durante le prove del quindicesimo quartetto di Šostakovič. Nel 1977 l'ultimo membro fondatore e primo violinista Dmitrij Cyganov lasciò il gruppo e fu sostituito da Oleg Krysa. Il gruppo si sciolse nel 1987.

## Componenti
I Violino
- Dmitrij Cyganov (1923–1977)
- Oleg Krysa (1977–1990)

II Violino
- Vasilij Širinskij (1923–1965)
- Nikolaj Zabavnikov (1965–1990)

Viola
- Vadim Borisovskij (1923–1964)
- Fëdor Družinin (1964–1988)
- Michail Kugel' (1988–1990)

Violoncello
- Sergej Širinsky (1923–1974)
- Evgenij Al'tman
- Valentin Fejgin
- Urmas Tammik (1988–1990)